# Pete Hegseth
Peter Brian Hegseth (Minneapolis, Minnesota, 6 juni 1980) is een Amerikaanse televisiepresentator, auteur en officier van de Army National Guard, die sinds 2025 minister van Defensie van de Verenigde Staten is in het tweede kabinet van Donald Trump. Vanaf 2014 was hij politiek commentator voor Fox News en van 2017 tot 2024 was hij medepresentator van Fox & Friends Weekend. Eerder was hij uitvoerend directeur van Vets for Freedom en Concerned Veterans for America.

## Levensloop
Hegseth studeerde aan de Princeton University en is sindsdien actief in de conservatieve en Republikeinse politiek. In 2016 ontpopte hij zich tot een fervent voorstander en bondgenoot van Donald Trumps kandidatuur voor het presidentschap. 
Daarnaast fungeerde hij af en toe als adviseur van Trump tijdens diens eerste termijn als president. Naar verluidt heeft hij Trump overgehaald om gratie te verlenen aan drie Amerikaanse soldaten die beschuldigd of veroordeeld waren voor oorlogsmisdaden in verband met de schietpartij op burgers in Irak. Hegseth, die tijdens zijn militaire dienst pelotonscommandant was in Guantanamo Bay, verdedigde de behandeling van de gevangenen die daar vastzaten.
Hegseth werd beschouwd als de leider van het Amerikaanse ministerie van Veteranenzaken tijdens de eerste regering van Trump, vóór de selectie van David Shulkin in 2017. In november 2024 droeg Trump Hegseth voor als minister van Defensie in zijn nieuw te vormen kabinet. Op 24 januari 2025 stemde de Amerikaanse senaat over de benoeming van Hegseth. De stemming eindigde in een 50/50 gelijke stand. Vice-president J.D. Vance moest daarop de beslissende stem brengen en hij koos voor Hegseth.

## Militaire dienst
Na zijn afstuderen aan Princeton in juni 2003 werd Pete Hegseth via het Reserve Officers' Training Corps (ROTC) van de universiteit aangesteld als tweede luitenant in het Amerikaanse leger. Na een korte periode als analist bij Bear Stearns, voltooide hij in 2004 zijn basistraining in Fort Benning en diende hij elf maanden als lid van de Minnesota Army National Guard in Guantánamo Bay, waar hij een peloton leidde dat gevangenen bewaakte. In 2005 keerde hij kort terug naar Bear Stearns, maar meldde zich vervolgens vrijwillig voor dienst in Irak, waar hij als infanterieofficier diende en onderscheiden werd met de Bronze Star Medal. In Irak werkte hij onder andere als civil affairs officer samen met de lokale overheid in Samarra.
In 2011 werd Hegseth kapitein in de Minnesota Army National Guard en diende hij acht maanden in Kabul als instructeur aan het Counterinsurgency Training Center. Na zijn terugkeer in 2014 werd hij bevorderd tot majoor. In 2019 trad hij toe tot de District of Columbia Army National Guard, maar werd in 2021 als "insider threat" uitgesloten van inzet tijdens de inauguratie van Joe Biden. In januari 2024 verliet hij de Individual Ready Reserve, wat hij in zijn boek The War on Warriors toeschrijft aan het incident.

#### Onbeveiligde internetverbinding ('dirty line')
Om toegang te krijgen tot Signal op zijn kantoor in het Pentagon, liet Hegseth een zogeheten “dirty line” installeren – een onbeveiligde internetverbinding die geen deel uitmaakte van het beveiligde netwerk van het ministerie. Hiermee kon hij berichten verzenden vanaf een apparaat dat niet geschikt was voor het verwerken van geclassificeerde informatie. Hoewel het Pentagon ontkent dat hij Signal op een overheidscomputer gebruikte, wijzen verschillende bronnen erop dat deze verbinding speciaal voor dat doel werd aangelegd. Uit onderzoek bleek dat Signal op Hegseths computer was geïnstalleerd door een voormalig medewerker van Lloyd Austin, en dat deze dus verbinding maakte via een onbeveiligde internetlijn buiten de officiële infrastructuur van het ministerie.